# بني عمرو (الطيال)

تعديل مصدري - تعديل

بني عمرو هي إحدى قرى عزلة جبل اللوز بمديرية الطيال التابعة لمحافظة صنعاء، بلغ تعداد سكانها 236 نسمة حسب تعداد اليمن لعام 2004.